# Gens Julia

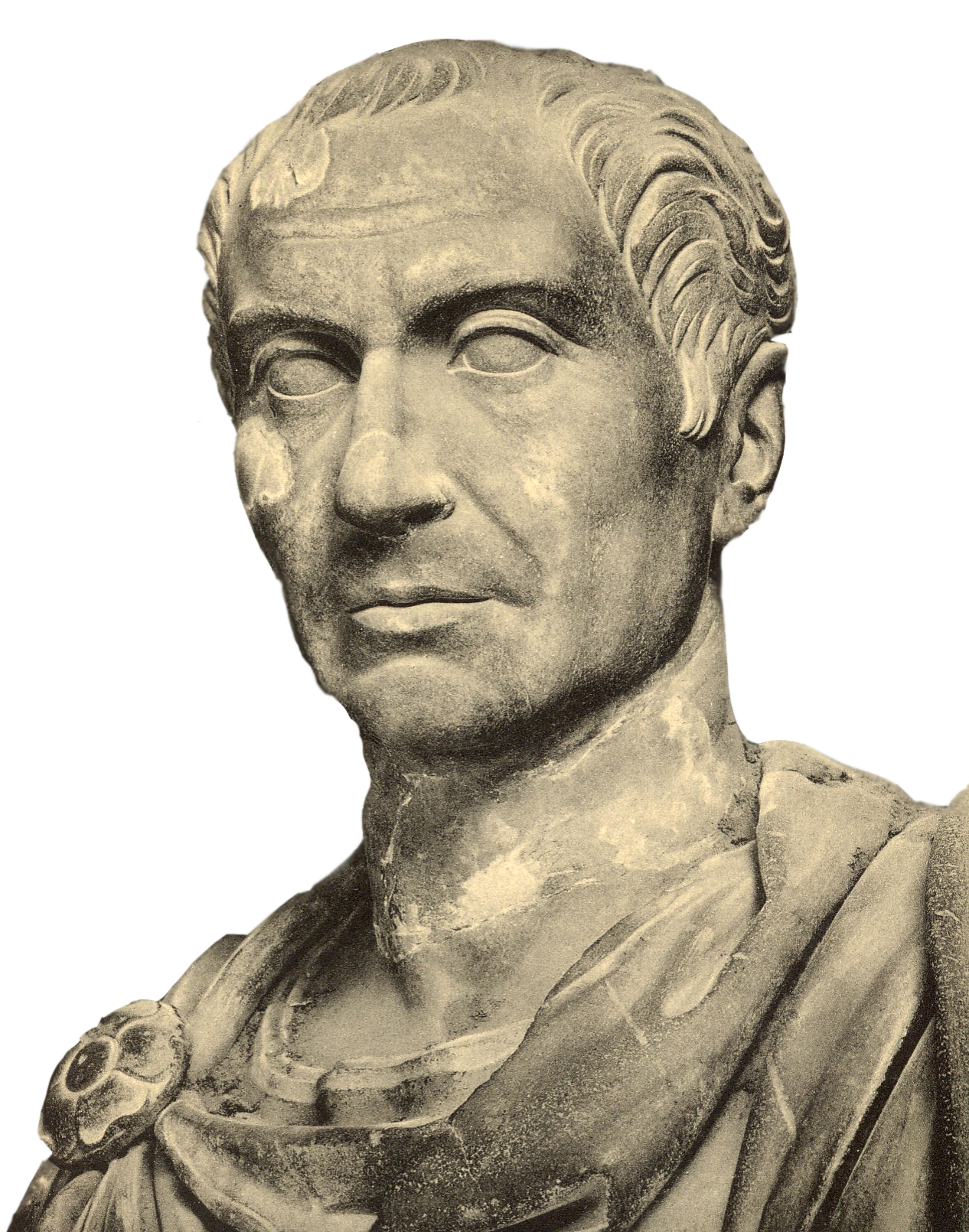
Julio César, el más conocido representante de la gens Julia.

La gens Julia fue un conjunto de familias de la Antigua Roma que compartían el nomen «Iulius». Los primeros Julios fueron de extracción patricia y aparecen por primera vez en los fastos en la época republicana temprana en la familia de los Julios Julos. Descendientes de estos fueron los Julios Césares, también patricios, cuya presencia es esporádica en las listas consulares durante los últimos cien años de la República. Julio César, el dictador, cinco veces cónsul, es la más relevante figura de esta familia. En época imperial, y como consecuencia de las concesiones imperiales de ciudadanía, los Julios se multiplicaron, como lo demuestran las decenas de miembros de esta gens que alcanzaron el consulado, siendo la mayoría de origen plebeyo.

## Origen
En la República tardía, los Julios Césares se decían descendientes de Julo, alternativamente hijo de Ascanio (a su vez, hijo del troyano Eneas) o identificado con él mismo. Con esta ascendencia, se relacionaban con la casa real troyana y los tempranos reyes de Alba Longa. Fue la rivalidad dinástica lo que condujo a la división de las responsabilidades entre los Silvios y los Julios, ocupándose estos de las tareas religiosas. Tras la toma y destrucción de esta ciudad, Tulo Hostilio llevó a Roma a varias familias albanas, entre las que estaban los Julios, y los admitió en el patriciado. No obstante, en la obra de Tito Livio se menciona a cierto Próculo Julio testigo de la ascensión al cielo de Rómulo, fundador y primer rey de Roma. La Eneida señala a Julio como un sobrenombre, una variación de Iulo o Ilo, descendiente de Ilión (Troya):
"el niño Ascanio, que ahora lleva el sobrenombre de Iulo (Ilo se llamaba mientras existió el reino de Ilión)" 

## Historia durante la República
Tras el fin de la realeza, los Julios Julos fueron la primera familia del clan en ocupar las principales magistraturas del Estado. Durante siglo y medio aparecen en los fastos en cada generación hasta que, con la promulgación de las leges Liciniae Sextiae, desaparecen de las listas consulares. Quizá se opusieron a su aprobación y fueron marginados. Otras familias patricias cuyos miembros se rastreaban hasta los inicios del periodo anterior se desvanecieron igualmente en la nueva República patricio-plebeya.

## Nombres y personajes relevantes
La familia empleaba sobre todo los nombres masculinos (praenomina): Cayo, Sexto y Lucio; más raros eran Vopisco y Próculo. Las mujeres se llamaban todas Julia.
Los cognomina eran: César (Caesar), Julo (Iulus), Mentón (Mento) y Libón (Libo); además, aparece algún Bursio.
Su antepasado más lejano conocido es Lucio Julio Libón. El primer miembro de la familia en conseguir el consulado fue Cayo Julio Julo, en 489 a. C. En 208 a. C. Sexto Julio César fue pretor, y posteriormente gobernador de Sicilia. En todo caso, los Julios eran históricamente una familia patricia con no demasiada relevancia pública, que ejerció algunos consulados pero que en el siglo I a. C. no formaba parte del reducido grupo de familias más influyentes, las cuales acaparaban la mayoría de los cargos públicos de la república.
La gens alcanza mayor importancia con el ascenso de Julio César. Después de la muerte de César, los Julios continuaron manteniendo un poder importante en Roma a través de la dinastía Julio-Claudia, ya que los emperadores Augusto, Tiberio, Calígula, Claudio, y Nerón fueron miembros de la misma.